# ヴァルキュリアシリーズ
ヴァルキュリアシリーズとは、『スーパーロボット大戦シリーズ』に登場するバンプレストオリジナルの架空のリアルロボットである。

## 概要
Z&R社が開発した機動兵器。陸上装甲戦車から発展し、砲撃戦に特化している。実弾兵器主体でありジャマーを装備するなど、人型兵器にしては兵装が非常に偏っているのが特徴。
初出は『スーパーロボット大戦64』。後の『スーパーロボット大戦A』で、『64』のラーズグリーズに酷似したラーズアングリフが登場した。これに関して寺田プロデューサーは『電撃ホビーマガジン』の連載中で「『64』に登場した機動兵器をモチーフないしは元ネタとしているだけで設定上関連は無い」と語っている。そのため、本項では『64』の機体と『A』やOGシリーズに登場した機体を分けて解説する。

## 64オリジナル
『64』の世界ではFI社のアサルト・ドラグーンと制式機の座を争っており、プレイヤーが選択したほうが制式機となる。

### スヴァンヒルド
【Svanhild = 北欧神話に登場するシグルスとグズルーンの娘】
ムゲ・ゾルバドス帝国の求める「独自の地球製兵器」に応じ、Z&R社が開発した機動兵器。ヴァルキュリアシリーズの試作機。
パイロットの癖を学習するシステムを搭載しており、突出した部分は無いが極めて安定性の高い機体に仕上がっている。
設計思想から格闘戦は想定されておらず、申し訳程度に実剣が装備されているのみ。武装は実弾兵器が中心で光学兵器は採用されていない。グレネードランチャーは120 mm無反動砲を撃つことも可能。
3機が試験的に実戦投入され良好な結果を残したが、全て撃破される。そのうち最も損傷の軽かった1機がレジスタンスによって奪取された。セレインがラーズグリーズに乗り換えた後はシグルーンの予備パーツになった。
デザイン
機体色は赤を基調とする。装甲板を組み合わせたような直線的なデザインで、両肩にはシールドがついている。足の裏には無限軌道型のローラーがあり、頭の部分はガラス張りのコックピットがむき出しになっている。
そのデザインから劇中、ダグラムと言われかけた。

### シグルーン
【Sigrùn = 北欧神話に登場する戦乙女】
スヴァンヒルドを基に開発されたヴァルキュリアシリーズの制式採用機。武装はスヴァンヒルドと変わらないが、性能は上回る。
デザイン
外観はスヴァンヒルドと同一（グラフィックの使い回し）だが、機体色は緑になっている。

### ラーズグリーズ
【Ràðgrìð = 北欧神話に登場する戦乙女】
シグルーンを再設計した機体。
軽量化による装甲の増加、駆動系の改良による反応速度の向上、ジェネレータを搭載した飛行ブースター兼アームドベースの追加など大幅な改良が行われている。アームドベースにはZ&R社初の開発となるビーム兵器を搭載しており、これらの追加武装により総合的な火力はスヴァンヒルドを大きく上回る。しかし全体としては実験的な改良が多く、技術面で課題の残る機体となった。『64』ではZ&R社が最後に開発したヴァルキュリアシリーズであり、開発の途中で放棄されている。
デザイン
スヴァンヒルドに武装を大量に積んだアームドベースを背負わせるという無茶なデザインで、とても空を飛ぶようには見えない。
劇中での活躍
OZのクーデターによって設計段階で放置されていたが、設計データをカラバと地球解放戦線のスタッフが入手し、スヴァンヒルドから得られたセレインのデータによる独自の改良を加え完成させた（形式番号に「改」とついているのはこのためと思われる。なお、この際セレインは自分のデータが勝手に使われ憤慨していた）。当初、セレインは慣れ親しんだスヴァンヒルドからの乗り換えを拒むが、セレインのデータを使ったことで事実上専用機となっていたため最終的に乗り換えることとなる。

## シャドウミラー系
シャドウミラーのいたパラレルワールドではFI社のアサルト・ドラグーンと共に量産化されている。『ジ・インスペクター』（以下『OGIN』と表記）では、ノーマルの状態は完全な地上戦用として扱われているらしく、終盤で宇宙戦に対応するためレイブン仕様へ改装されている。

### ランドグリーズ
【Randgnìð = 北欧神話に登場する戦乙女】
アースクレイドルで量産された遠距離砲撃支援用の機体。量産機は低コストでの生産を目指し、試作機よりも若干デチューンされている。
デザイン
量産機らしい緑色の地味な外観。足の裏の履帯はない。右肩のリニアカノンが特徴的。
劇中での活躍
OG2
アーチボルドの部隊に配備された試作型3機をユウキ、カーラ、ゼオラが使用し極東基地を襲撃した。訓練ではアラドも本機のシミュレーターを使用したが、接近戦を得意とするアラドには砲撃支援用の本機では相性が悪く、すぐに「撃墜」されている。
エキドナが搭乗することもあるが、イベントですぐ撤退するため撃墜は不可能。後にノイエDCやシャドウミラーの主力機のひとつとして多数登場。カーラの機体は特定条件を満たせば自軍参入時にステルス・ブーメランを装備している。
OGIN
オペレーション・プランタジネットにてカーラ機他数機が登場。

#### ランドグリーズ・レイブン
ランドグリーズに、テスラ・ドライブを搭載した武装一体型のブースターパックを装備したカスタム機。飛行可能となり、基本性能や火力も格段に強化されている。
劇中での活躍
OGs
移植時に追加された隠し機体。特定の条件を満たすと、オペレーション・プランタジネットでカーラが乗る機体がこちらになる。陸上のみならず空や宇宙の地形適応に優れている。ノーマル時と同様、ステルス・ブーメラン装備の場合あり。『OG2.5』では修理装置を装備している。
OG外伝
始めからカーラ機として登場。『OG2.5』同様修理装置を装備。本作ではノーマルのランドグリーズと換装式になった。
OGIN
アースクレイドル戦の後、本形態に改装される。最終話ではSRXを模した大型アインストと交戦し、ユウキのラーズアングリフ・レイブンとの同時砲撃でアインストの両腕を吹き飛ばした。

### ラーズアングリフ
【Angriff = 独語で「攻撃」】
ランドグリーズをベースにしたカスタム機。ランドグリーズの後継機の部品を移植し、火力と装甲が強化されている。
運動性は低いがジャマーやビームコート、シールドを持ち防御面は優秀。『A』の取扱説明書中の機体紹介では「戦車をパーツ換装したかのよう」と表現されている。古臭い外観に似合わず最新技術の塊。
白兵戦用の武器はナイフ一本で、足を止めての撃ち合いで真価を発揮する。武器は各種のミサイル中心となっており、火力による殲滅戦向けの機体である。光学兵器のたぐいがないのはビームコーティングやIフィールドなどに対抗するため。また、誘爆を防ぐため各ブロックは分割構造となっている。
Aでの正式名称はRGカスタム・ラーズアングリフ。
デザイン
赤を基調とし、スヴァンヒルドに似ている。右肩のFソリッドカノンは中折れ式で（「F」はフォールディングの略）、展開するとランドグリーズのリニアカノンより長い。マニピュレーターは親指と人差し指以外の指が一体になっている（トリガーを引くことに特化させたためと思われる）。頭部のキャノピー風の部分は、『A』では各種センサーの搭載箇所とされていたが、OGシリーズでは実際のキャノピーとなっており、多少設定が変更されている。
劇中での活躍
A
主人公機のひとつで、リアル系であれば男女とも選択可能。火力と防御力はアシュセイヴァーより勝るが、運動性が低い上鈍足。さらに射程に穴があり移動後攻撃のできる武器はシザースナイフだけというかなり癖の強い機体。運動性が命中率に影響するシステムの都合上、命中率を補う必要もある。主人公が搭乗機に選ばなかった場合、ライバルあるいは一部のシャドウミラー兵が搭乗する。Fソリッドカノンにはレベル制限がかかっており、序盤は使えない。
A PORTABLE
初期状態ではシールドが使えず（主人公がシールド防御技能を持たないため）、リニアミサイルランチャーが誘導属性になるという変化がある。追加スキルとして「ヒット&アウェイ」「ガンファイト」が修得可能になり、主人公のスキル次第では『A』の頃より使い勝手が向上する。後半は長射程と主人公の援護技能による手数の多さが売りとなるが、射程に穴があるのでよく考えて援護させる必要がある、扱いの難しい機体。カスタムボーナスをつけると継戦能力が大きく上昇し、大型マガジンとの組み合わせでさらに上がる。しかし武器の半分近くが誘導属性なので、ジャマーを持つ敵ユニットには苦戦を強いられるという欠点も増えてしまった。システム変更の影響で、運動性は命中率に影響しなくなった。
OG2
ジェネレータ出力が大きく、汎用武器の積載量が全機種中で最多。性能はそのままで量産化を成功させた。試作機は3機存在し、1号機はアクセル（後にクエルボ）、2号機はエキドナ、3号機はユウキが搭乗。ファランクス・ミサイルはマップ兵器に変更されている。自軍参入後はPTやAMと同様に乗り換えが可能。
無限のフロンティア
シュラーフェン・セレスト艦内の転移装置が置かれた区画に、この機体のキャノピー部分と思しき残骸が転がっている。
OGIN
オペレーション・プランタジネットにてユウキ機が登場。

#### ラーズアングリフ・レイブン
ラーズアングリフに、テスラ・ドライブ及びプラズマ・ジェネレーターを搭載したアームドベース機能を持つフライトユニットを装備したカスタム機。ヴァルキュリアシリーズに武装を搭載した飛行ユニットを装備する方式は、ラーズグリーズのコンセプトそのものであり、更に実弾兵装を主体とするヴァルキュリアシリーズで集束荷電粒子砲を装備しているのは本機とラーズグリーズだけであるため、設計思想が受け継がれているという見方も出来る。マニピュレータは一般的な五本指に変更されている（集束荷電粒子砲のカットインで確認できる）。
劇中での活躍
OGs
ランドグリーズ・レイブン同様、移植時に追加された隠し機体。特定条件を満たすとユウキの搭乗機が本形態になる。ラーズアングリフより基本能力が高く、追加武装も火力や地形適応が優秀。またマトリクス・ミサイルの弾数が増えている。ただし最大射程や汎用武器の積載量は下がる。
OG外伝
始めからユウキ搭乗機として登場。本作ではノーマルのラーズアングリフと換装式。汎用武器積載量がノーマル時と同値になっている。
OGIN
アースクレイドル戦の後、宇宙へ上がる際に本形態へ改装される。最終話ではSRXを模した大型アインストの撃破に協力した。
※ラーズアングリフの英語表記において、ラーズの部分はLazではない。下記書籍参照の事。

### ゲーム
- スーパーロボット大戦64
- スーパーロボット大戦A

### 書籍
- バンプレスト『Super Robot Wars OG ORIGINAL GENERATIONS Official Perfect File』2007年。（『OGs』購入特典）